# Anomalisa
Anomalisa – amerykański animowany film pełnometrażowy z 2015 roku w reżyserii Duke’a Johnsona i Charliego Kaufmana. Kaufman był również autorem scenariusza opracowanego na podstawie własnej sztuki teatralnej pod tym samym tytułem, wystawionej w 2005. Obraz zrealizowany został w technice stop motion.

## Premiera i dystrybucja
Światowa premiera filmu miała miejsce 4 września 2015 roku podczas 42. Telluride Film Festival. Następnie obraz prezentowany był 8 września 2015 podczas 72. MFF w Wenecji, w ramach którego brał udział w konkursie głównym. Na tym wydarzeniu obraz otrzymał drugą nagrodę konkursu, czyli Wielką Nagrodę Jury.
W Polsce film dystrybuowany był od 22 stycznia 2016.

## Obsada
- David Thewlis jako Michael Stone (głos)
- Jennifer Jason Leigh jako Lisa Hesselman (głos)
- Tom Noonan jako pozostałe głosy

## Nagrody i nominacje
72. MFF w Wenecji
- nagroda: Wielka Nagroda Jury − Duke Johnson i Charlie Kaufman
- nagroda: Future Film Festival Digital Award − Duke Johnson i Charlie Kaufman
- nominacja: Złoty Lew − Duke Johnson i Charlie Kaufman
- nominacja: Green Drop Award − Duke Johnson i Charlie Kaufman

88. ceremonia wręczenia Oscarów
- nominacja: Najlepszy pełnometrażowy film animowany − Duke Johnson, Charlie Kaufman i Rosa Tran

73. ceremonia wręczenia Złotych Globów
- nominacja: najlepszy film animowany

31. ceremonia wręczenia Independent Spirit Awards
- nominacja: najlepszy film niezależny − Duke Johnson, Charlie Kaufman, Dino Stamatopoulos i Rosa Tran
- nominacja: najlepszy reżyser − Duke Johnson i Charlie Kaufman
- nominacja: najlepszy scenariusz − Charlie Kaufman
- nominacja: najlepsza aktorka drugoplanowa − Jennifer Jason Leigh

20. ceremonia wręczenia Satelitów
- nominacja: najlepszy film animowany − Duke Johnson i Charlie Kaufman